# セブンティーンアイス

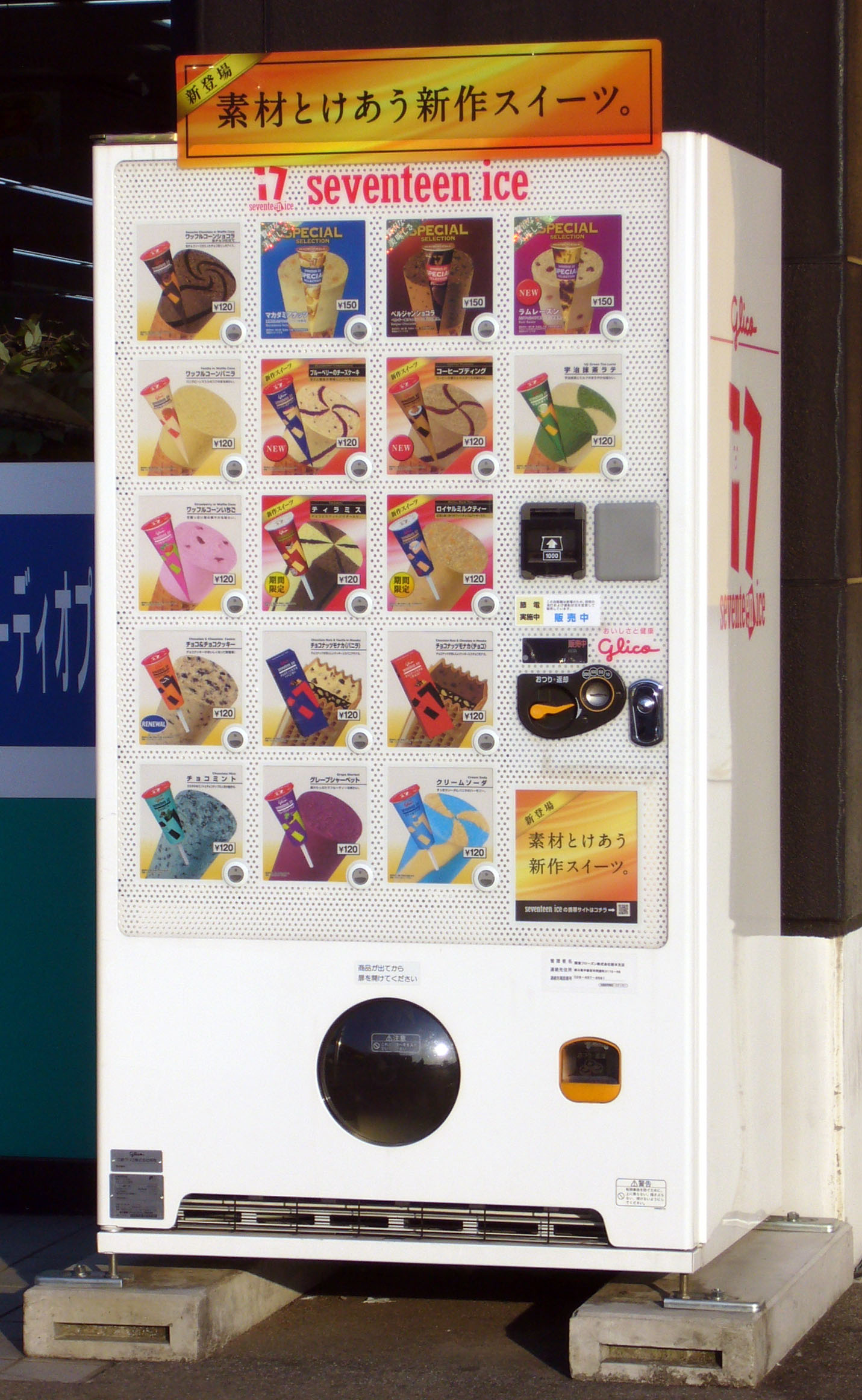
自動販売機

セブンティーンアイスは、江崎グリコが1983年に販売を開始した自動販売機用のアイスクリーム。

## 概要
1983年、「17種類の味」と「17歳の女子高生向け」としてブランドをスタート。テスト販売では好調な売り上げを示し、同年4月に全国に販売を拡大した。
当初はショーケースで販売していたが、同年秋に売り上げが低調となったため、新たな販路を求め1985年に自動販売機での販売を開始する。第一号機は若者や家族が集まると言う理由で新宿のボウリング場に設置され、そこからゲームセンター、健康ランド、駅など販路を拡げている。アミューズメント施設での販売・消費を想定し、形状はスティックタイプ（アイスバー）、コーンタイプ（コーンアイス）、モナカタイプ（モナカアイス）、ブロータイプといった、スプーンを使わずに食べられるもので一貫している。スティックタイプでは扁平な白い棒の先に、3つの穴が空いている。穴の間にもアイスがつながることで、食べている最中のアイス落下を防いでいる。
2024年現在21種類の商品がラインナップされていて、そのなかから立地条件や客層などを参考に17種類に絞って販売している。

## イメージキャラクター
- 武藤彩未
- 奥菜恵
- 牧瀬里穂
- 南野陽子